# Семичов, Борис Владимирович
Бори́с Влади́мирович Семичо́в (Семичев; 1900—1981) — советский востоковед, буддолог, индолог, тибетолог. Кандидат филологических наук (1965).

## Биография
Родился 8 ноября 1900 года в Санкт-Петербурге.
В 1919 году, учась в Петроградском политехническом институте был мобилизован в армию генерала А. И. Юденича в конную разведку. В 1920 году интернирован из Польши в Россию, где два года пробыл в лагерях. После выхода на свободу поступил в Ленинградский Государственный Университет. В 1928 году окончил индо-тибетский разряд Факультета общественных наук ЛГУ. Ученик академика Федора Ипполитовича Щербатского.
С момента окончания университета принят в Институт изучения буддийской культуры в должности научного сотрудника. Свободно владея санскритом, пали, урду, тибетским, монгольским, польским, английским, немецким и французским языками, занимается изучением текста Абхидхармы палийского канона.
После реорганизации востоковедных учреждений Академии Наук в 1930 году Бориса Владимировича зачисляют в Институт Востоковедения Академии Наук СССР. Летом 1930 года, вместе с экспедицией Ботанического музея АН СССР, в качестве тибетолога, Б. В. Семичов отправляется в Ацагатский аршан (школу тибетской медицины, основанную Агваном Доржиевым в Ацагатском дацане Бурятии) для изучения традиционной тибетской медицины.
Затем, Семичов входит в группу учёных, обрабатывающих коллекцию тибетских медикаментов, привезённую из Троицкосавска. В 1933 году он публикует статью, содержащую порочащие сведения о представителях тибетской медицины и лично Агвана Доржиева в журнале Советская Этнография. Эта статья предоставила властям СССР возможность расправиться с ламами и вызвала негодование бывших коллег Семичова по Институту изучения буддийской культуры.
17 марта 1933 года Борис Семичов арестован ПП ОГПУ в ЛВО и ложно обвинён по статье 58-4, 11 Уголовного Кодекса РСФСР («являлся активным участником контрревол. монархической организации „Евразийцев“»). 5 июля осуждён сроком на пять лет исправительно-трудовых лагерей и сослан в УСЛаг (Кемь).
В марте 1934 года переведён в СвирьЛаг (Лодейное Поле). По ходатайству о помиловании, Президиум Верховного Суда СССР 22 мая 1935 года сократил пребывание в лагерях до четырёх лет. После освобождения Семичову не разрешалось посещать крупные города до середины 1950-х годов. В 1955 году Борис Владимирович устраивается на должность сотрудника сектора буддологии Бурятского института общественных наук, где возвращается к исследованиям тибетского языка и литературы. При поддержке Ю. Н. Рериха Семичов возвращается к исследованиям буддийских философских трактатов.
Умер Семичов Борис Владимирович в Томске 15 января 1981 года. Скорая помощь отказала в госпитализации, что и стало причиной смерти. Реабилитирован в 1989 году.